# Universidad internacional de Daca
La Universidad internacional de Daca es una institución no gubernamental en la ciudad de Daca, la capital del país asiático de Bangladés. La universidad fue creada el 7 de abril de 1995 por la Ley de la Universidad Privada de 1992. El fundador de la institución es el Profesor Dr. ABM Mafizul y el rector es el Dr. Nurul Momen.
La planificación inicial empezó en 1994, pero la universidad fue establecida en 1995.  En la actualidad funciona como una universidad aprobada por el gobierno en virtud de las Leyes de las Universidades no gubernamentales de 1992 y 1998.